# Château de Bonaventure
Le château de Bonaventure est une ancienne maison de chasse presque totalement détruite dans la commune de Huismes, dans le département français d'Indre-et-Loire.
Le manoir est construit au XVe siècle pour que Louis XI y séjourne pendant ses parties de chasse dans la forêt de Chinon ; délaissé après la mort de ce roi, il tombe peu à peu en ruines et il est détruit en 1745. Ses quelques vestiges sont inscrits comme monument historique en 1962.

## Localisation
Le château se trouve au sud du territoire communal de Huismes à environ 5 km de la forteresse royale de Chinon. Le clos est bordé au nord par l'ancien chemin d'Azay-le-Rideau à Montsoreau, également appelé « chemin faulconnier » au XVe siècle, sans doute parce qu'il est parcouru par les équipages pratiquant la chasse au vol. C'est aujourd'hui la route de Riparfond à Huismes. Les vestiges du château de Bonaventure se trouvent dans la partie orientale du parc du château d'Uzage, les deux domaines étant rattachés à l'époque contemporaine.

## Histoire
Bien que sa construction soit souvent attribuée à Charles VII et que la tradition rapporte que les amours du roi et d'Agnès Sorel y soient nées, le château de Bonaventure semble bien construit pour servir de résidence à Louis XI lors de ses parties de chasse en forêt de Chinon. Il n'en existe aucune mention dans les comptes de Charles VII alors qu'il apparaît dans ceux de Louis XI en 1478 et 1481 (sous le nom de « La Bonne Adventure ») ainsi que dans des quittances du roi à des artisans en 1480 et 1482, années où Louis XI séjourne au château. Jean de Razilly, seigneur du fief d'Uzage voisin, en a cédé une partie au roi. Grâce à des lettres rédigées à Bonaventure par Louis XI, il est certain qu'il y est venu plus d'une douzaine de fois entre 1479 et 1482.
Après la mort de Louis XI, le château est déserté par les rois de France. Il se délabre progressivement ; sa démolition est pourtant refusée en 1704 en raison de son ancienneté et de son intérêt historique. Au début des années 1720, le propriétaire en fait restaurer une partie pour la rendre habitable mais laisse le reste du château en ruines.
En 1743 toutefois, son état de délabrement général est si manifeste qu'il est vendu à un garde forestier qui le fait démolir deux ans plus tard mais une petite partie des bâtiments semble toutefois survivre jusqu'en 1785 au moins.
Les vestiges du château sont inscrits comme monument historique par arrêté du 8 août 1962.

## Description

### Château d'origine

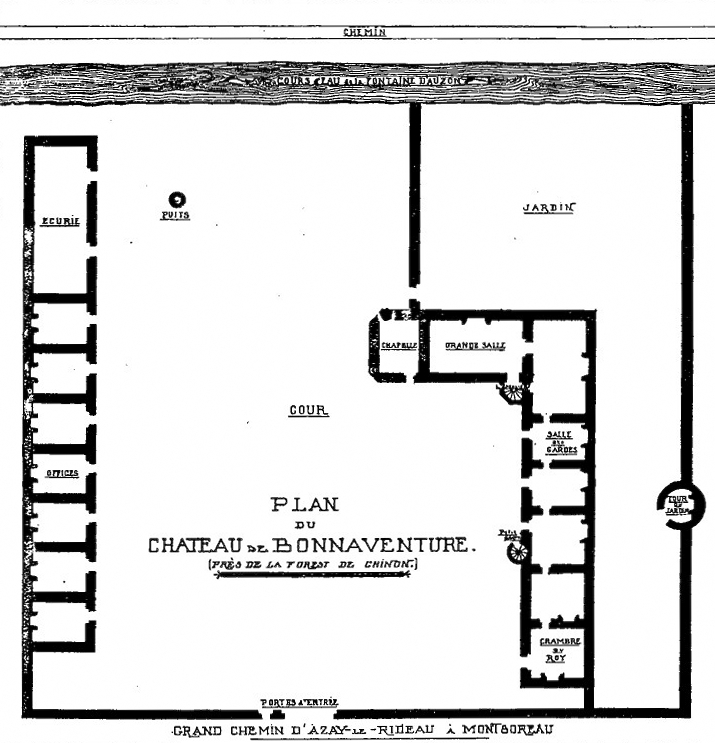
Plan du château dressé par l'intendant de Tours Turgot en 1704 (nord vers le bas).

Le domaine de Bonaventure ne mesure qu'un hectare. Entièrement clos, il est limité à l'est par le bâtiment des communs, au sud par la Veude appelée localement la Riasse, un ruisseau qui assure une protection naturelle et sur les deux autres côtés par un mur d'enceinte. Le corps de logis principal se dresse à l'intérieur de l'enclos.
Le corps de logis principal s'étire du nord au sud. À son extrémité méridionale, une courte aile fait retour vers l'est ; elle se termine par une chapelle dédiée à saint Bonaventure. Majoritairement construit en briques comprend, entre autres, une « chambre du roi » et une « chambre de la reine ». Entre ce corps de logis et l'enceinte occidentale existent encore au début du XVIIIe siècle les ruines d'un édifice antérieur.
Le bâtiment des communs, dit « bâtiment des Offices », comprend un rez-de-chaussée et un comble. Il est divisé en sept salles chauffées par autant de cheminées et se prolonge au sud par des écuries. Les écuries construites en pierre semblent postérieures aux communs édifiés en briques.
La collection Gaignières garde la trace du château sur une aquarelle de 1699 peinte par Louis Boudan, où la construction est toutefois attribuée à Charles VII sur la foi de la tradition déjà évoquée. Un plan en est par ailleurs dressé en 1704 par Jacques-Étienne Turgot de Sousmont, intendant de la généralité de Tours.

### Vestiges

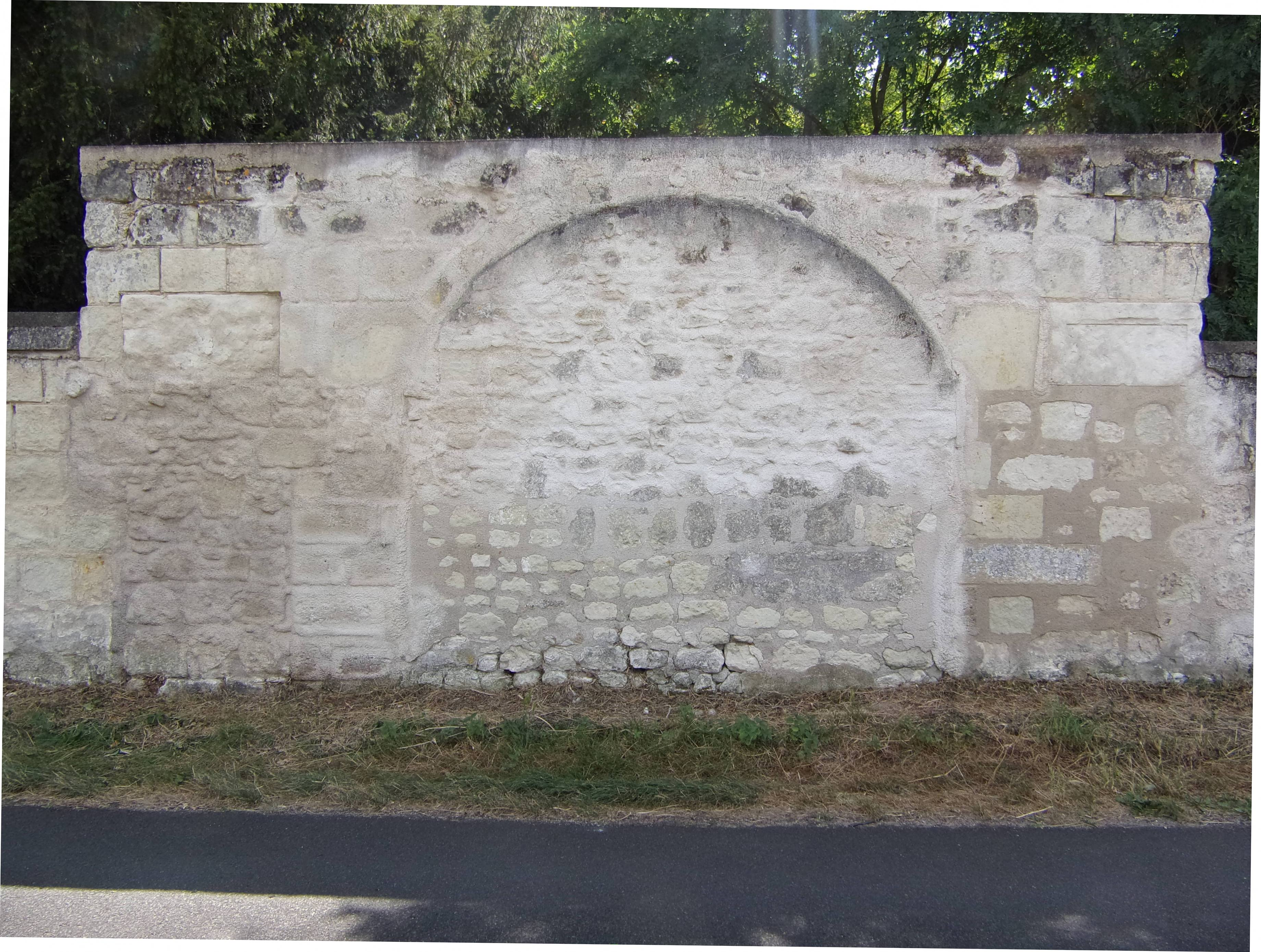
Portail d'entrée.

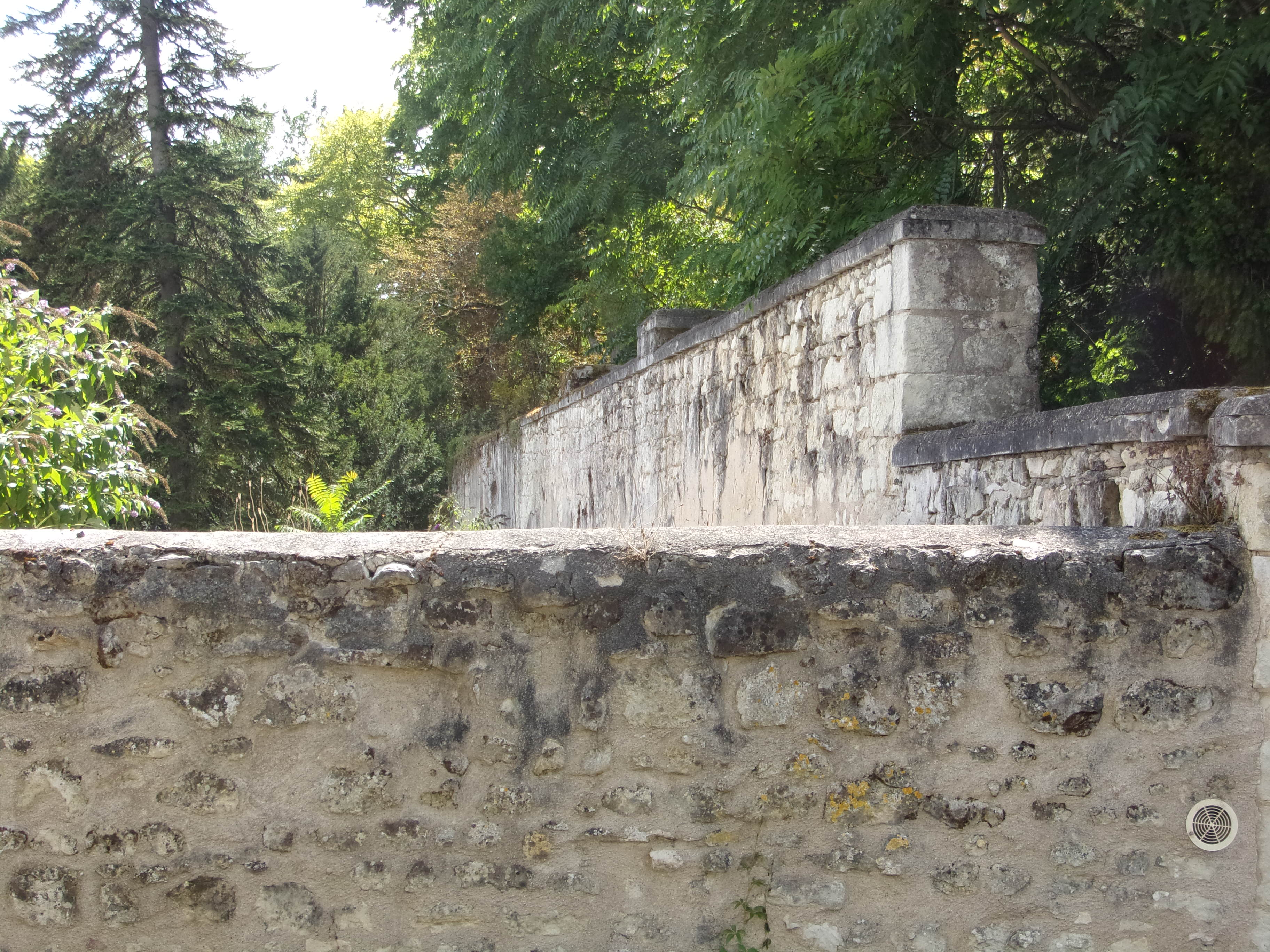
Mur des communs.

Les seuls vestiges du château sont des structures rattachées à son enceinte.
Au nord, le portail d'entrée flanqué d'un portillon subsiste, bien que des deux ouvertures soient murées. Un peu plus à l'ouest, inclus dans le mur d'enceinte, un massif de briques appartenait au corps de logis principal,.
La tour d'enceinte incluse dans la courtine occidentale est également préservée, isolée, sous le nom de tour des Jardins. Elle conserve le crénelage qui la couronnait et l'arrachement de la courtine à sa base reste visible,.
Le mur gouttereau oriental des communs, formant l'enceinte du domaine, est toujours debout ; il garde la trace de plusieurs des cheminées qui chauffaient ses sept salles,.

## Pour en savoir plus